# Tipula truncata
Tipula truncata är en tvåvingeart. Tipula truncata ingår i släktet Tipula och familjen storharkrankar.

## Underarter
Arten delas in i följande underarter:
- T. t. ciconia
- T. t. truncata